# Stabler
Stabler az Amerikai Egyesült Államok északnyugati részén, Washington állam Skamania megyéjében elhelyezkedő önkormányzat nélküli település.
A helység melletti kísérleti erdőben a duglászfenyők vizsgálatával foglalkoznak.

## Fordítás
- Ez a szócikk részben vagy egészben  a   Stabler, Washington című angol Wikipédia-szócikk ezen változatának fordításán alapul.  Az eredeti cikk szerkesztőit annak laptörténete sorolja fel. Ez a jelzés csupán a megfogalmazás eredetét és a szerzői jogokat jelzi, nem szolgál a cikkben szereplő információk forrásmegjelöléseként.